# Костюкевич, Ольга Алексеевна
Ольга Алексеевна Костюкевич (до 2022 — Фролова; (род. 10 февраля 1996 года, Балаково, Саратовская область) — российская волейболистка, выступающая на позициях доигровщицы и либеро.

## Биография
Родилась 10 февраля 1996 года в Балаково. Начала заниматься волейболом в местной спортивной школе.
Выступала за команды «Протон-2» (2011—2013), «Спарта» (2013—2015), «Воронеж» (2015—2016), «Липецк-Индезит» (2016—2017), «Приморочка» (2017—2018), «Сахалин» (2018—2020), «Тулица» (2020—2021). С 2021 года выступает за «Протон».
В 2012—2013 годах привлекалась в молодёжную сборную России U18. В 2022 году привлекалась в основную сборную России.
В октябре 2022 года вышла замуж за Илью Костюкевича.
В 2023 году в составе «Протона» стала бронзовым призёром чемпионата России.

## Достижения

### С клубами
- чемпионка России 2025
  - бронзовый призёр чемпионата России 2023
- победитель розыгрыша Кубка России 2025.
- Серебряный призер чемпионата России среди команд Высшей лиги «А»

### Индивидуальные
- 2025: лучшая либеро Кубка России.